# Avenue des Pagodes
L'avenue des Pagodes est une avenue du quartier du Mutsaard à Laeken dans le territoire communal de la ville de Bruxelles.

## Historique
La rue a été tracée en 1913 et le nom rue des Pagodes est choisi en 1914 en l'honneur du pavillon chinois et de la tour japonaise. Les deux premiers tronçons ont été tracés rapidement mais l'aménagement a été retardé par la première guerre mondiale. En 1925, le nom est changé en avenue des Pagodes. Le dernier tronçon est ouvert 1936.Au rond point avec l'avenue Jean de Bologne, se trouve un ancien abri souterrain de la seconde guerre mondiale, qui est aujourd'hui utilisé comme cabine électrique. 
Cette avenue comporte plusieurs bâtiment à l'inventaire de la région bruxelloise. On y trouve également certains bâtiments du groupe scolaire des Pagodes.